# (74154) 1998 QM91
(74154) 1998 QM91 – planetoida z pasa głównego asteroid okrążająca Słońce w ciągu 4,54 lat w średniej odległości 2,74 j.a. Odkryta 28 sierpnia 1998 roku.